# Плавник, Бер
Плавник Бер (1886, Минск — 1955, Москва) — еврейский публицист, переводчик, общественный деятель.

## Биография
В период с 1907 по 1918 активно участвовал в революционном движении Германии, был членом Союза Спартака. В ноябре 1918 был арестован и выслан из страны. Вернувшись в Россию был членом коллегии, начальник импортного и финансового управлений Наркомвнешторга, членом правления Госторга РСФСР. В дальнейшем — на руководящей работе в Наркомвнешторге и Наркомфине СССР.
С 1937 года занимался литературной деятельностью. Его статьи публиковались в журналах «Культур ун билдунг», «Ди комунистише велт», в газете «Дер Эмес». Перевёл на русский произведения Шолом-Алейхема, с немецкого — труды К. Маркса и Ф. Энгельса.